# Níger nos Jogos Olímpicos de Verão de 1972
O Níger participou dos Jogos Olímpicos de Verão de 1972 em Munique, Alemanha Ocidental.  O país ganhou sua primeira medalha olímpica nesses Jogos.

## Medalhistas

### Bronze
- Issaka Daborg — Boxe, Peso Meio-médio ligeiro

## Resultados por Evento

### Boxe
Peso Médio-ligeiro (– 71 kg)
- Issoufou Habou
  - Primeira rodada — Bye
  - Segunda rodada — Perdeu para Mohamed Majeri (TUN), 0:5